# Anomiopus foveicollis
Anomiopus foveicollis là một loài bọ cánh cứng trong họ Bọ hung (Scarabaeidae).